# ZIL–131
A ZIL–131 (oroszul: ЗиЛ-131) egy szovjet általános használatú, 6×6 kerék hajtású katonai teherautó, melyet a ZiL–164 utódaként fejlesztették ki. 

## Műszaki adatok
- Szolgálatba állás: 1958
- Legnagyobb magasság:
- Meghajtás: 6X6 összkerék
- Személyzet: 1 vezető (2  ülőhely)

## Képgaléria

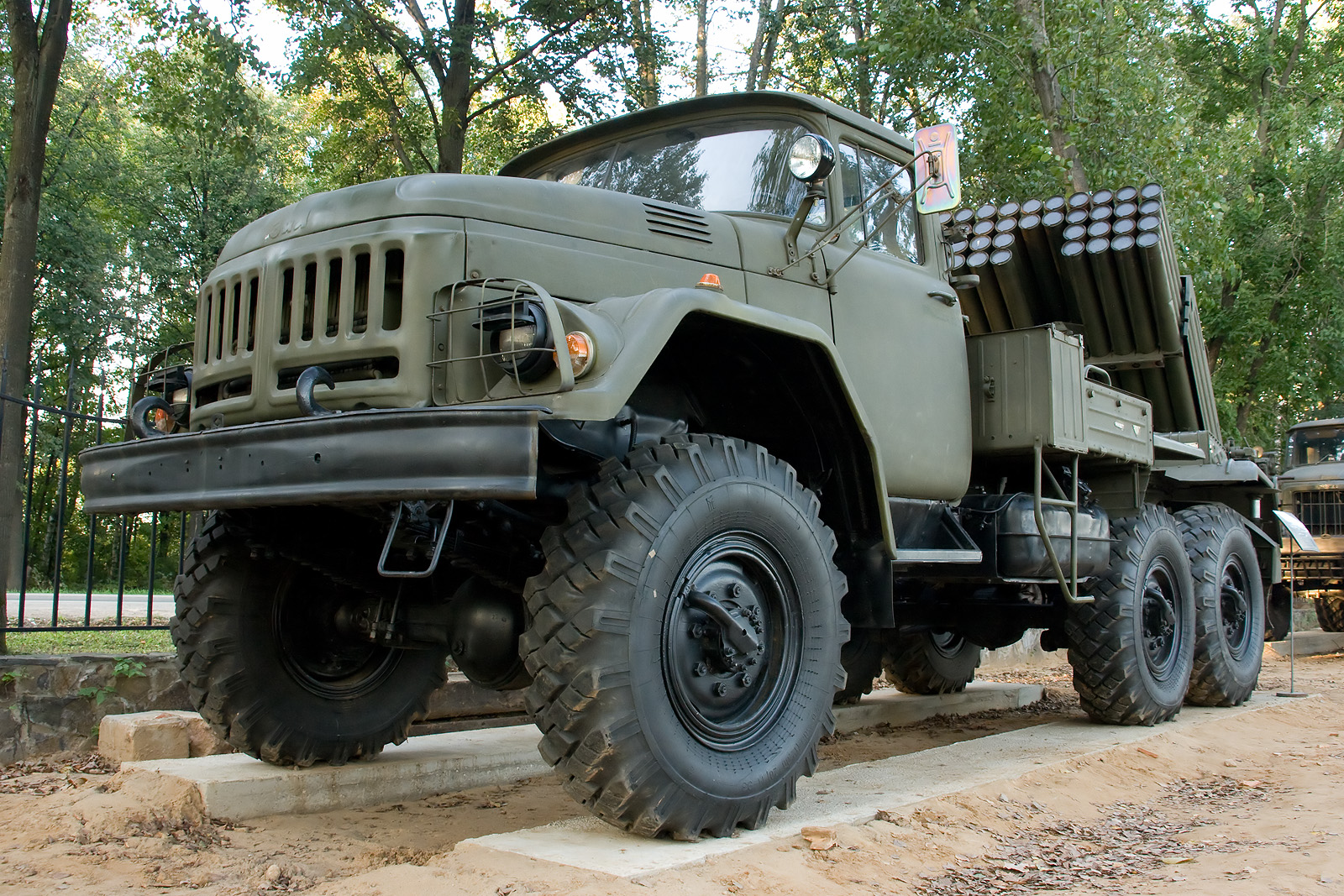
9P138 Grad-1 rakéták  ZiL 131-en
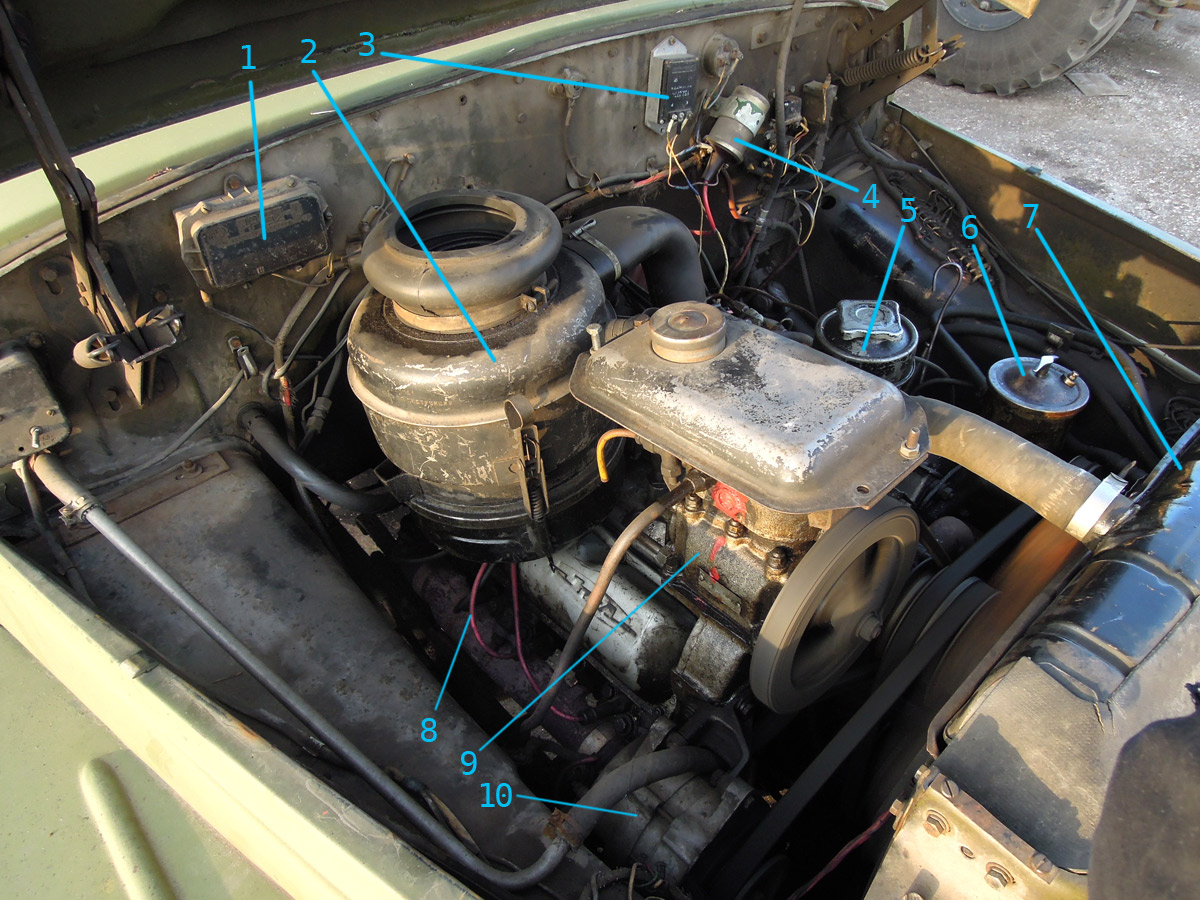
ZIL-130 motor a ZIL-131-en, jobbról
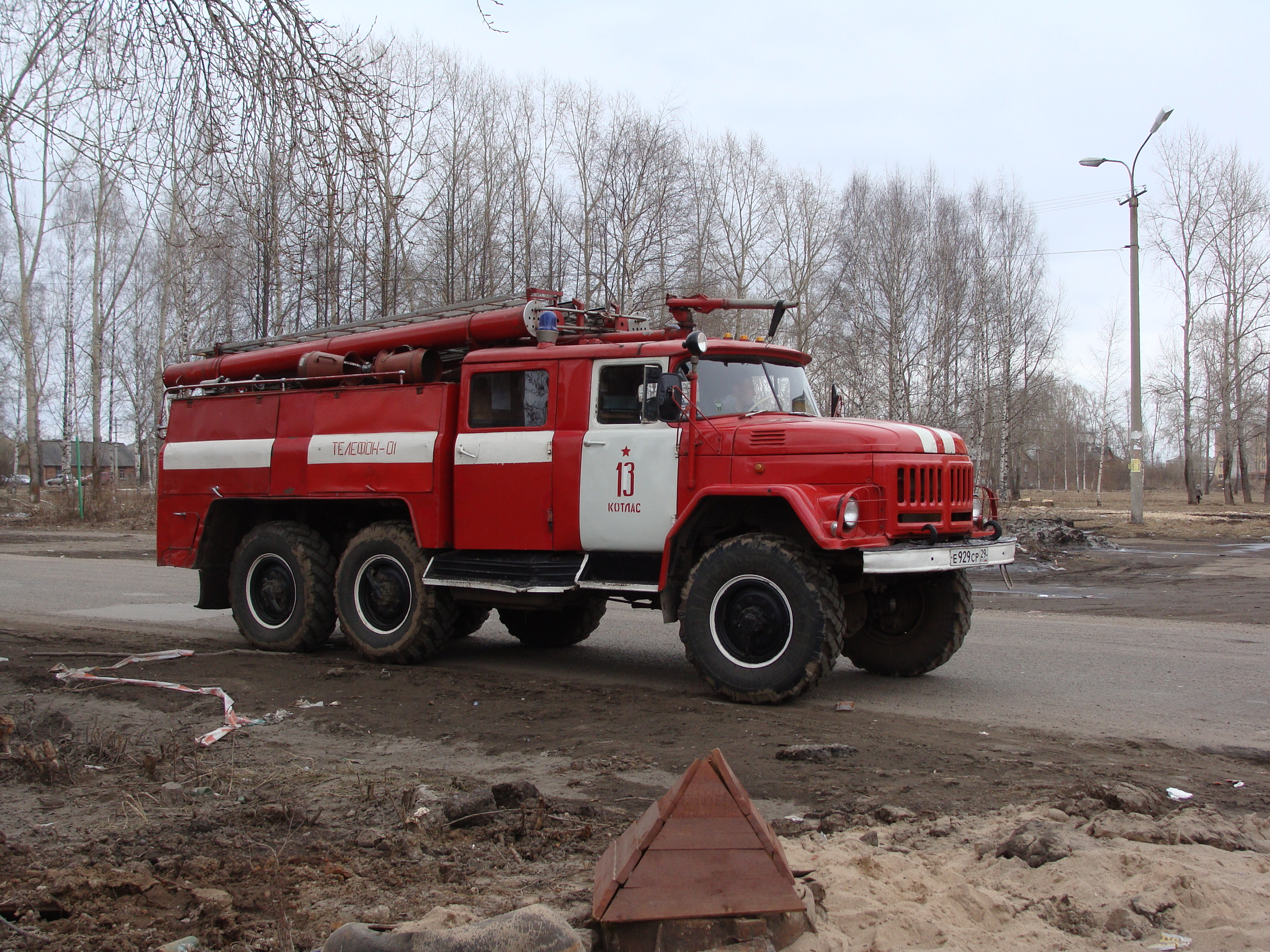
ZIL-131-alapú tűzoltóautó
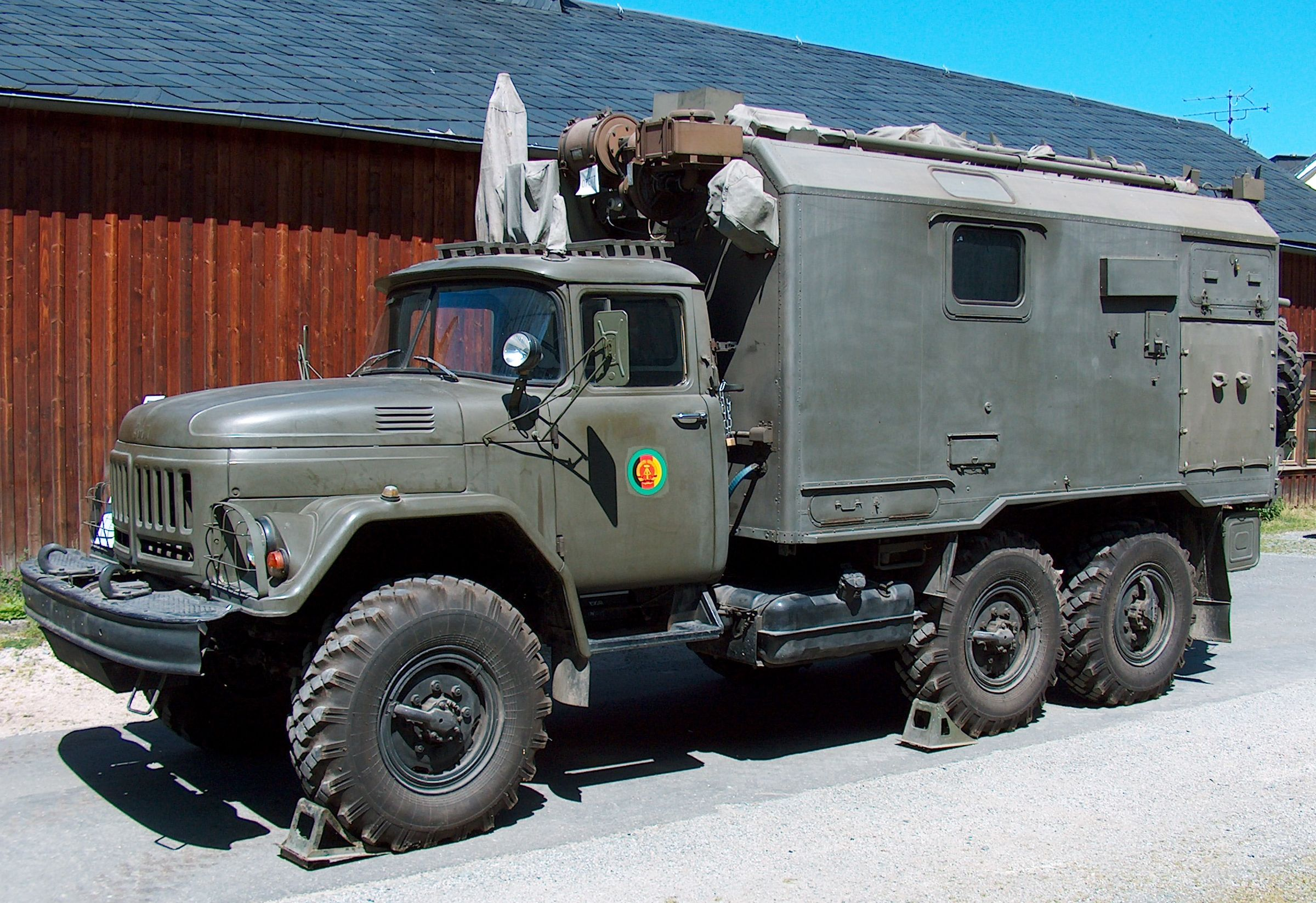
A ZIL-131 of the East German Grenztruppen
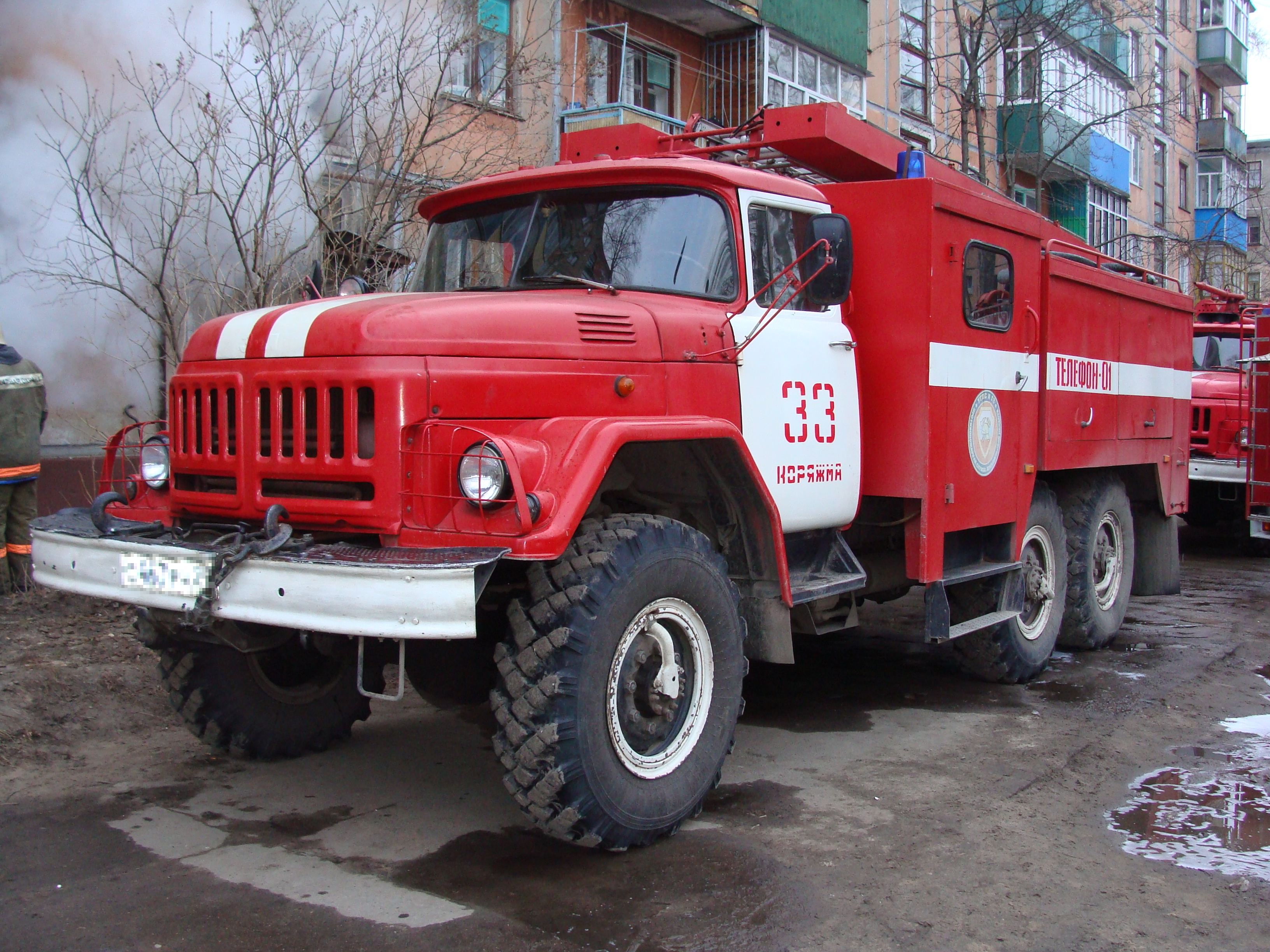
Zil 131 based АЦ-3,0-40(131)М9-АР-01 tűzoltóautó
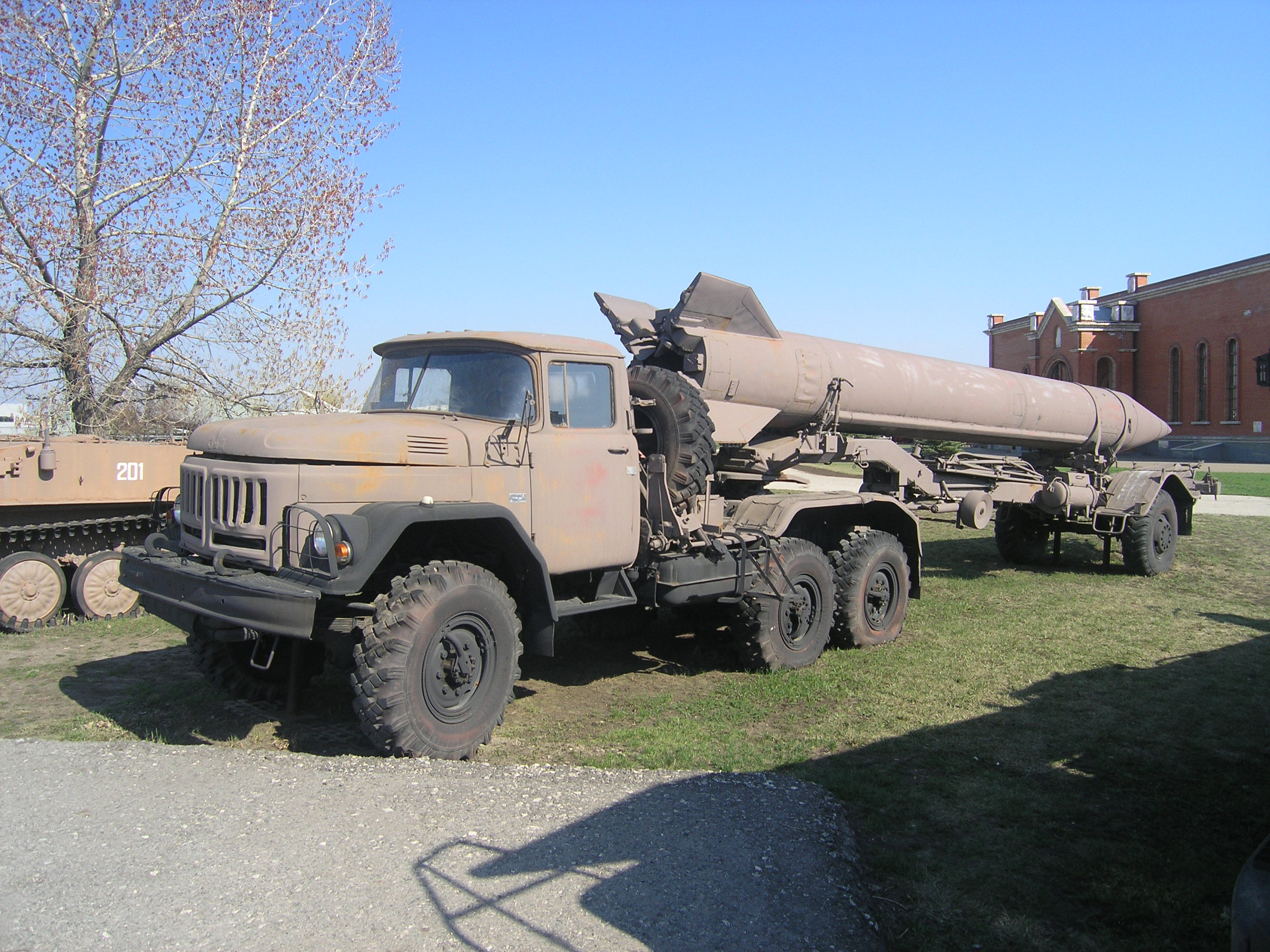
Zil 131 vontató  R-17 Elbrus SCUD rakétával
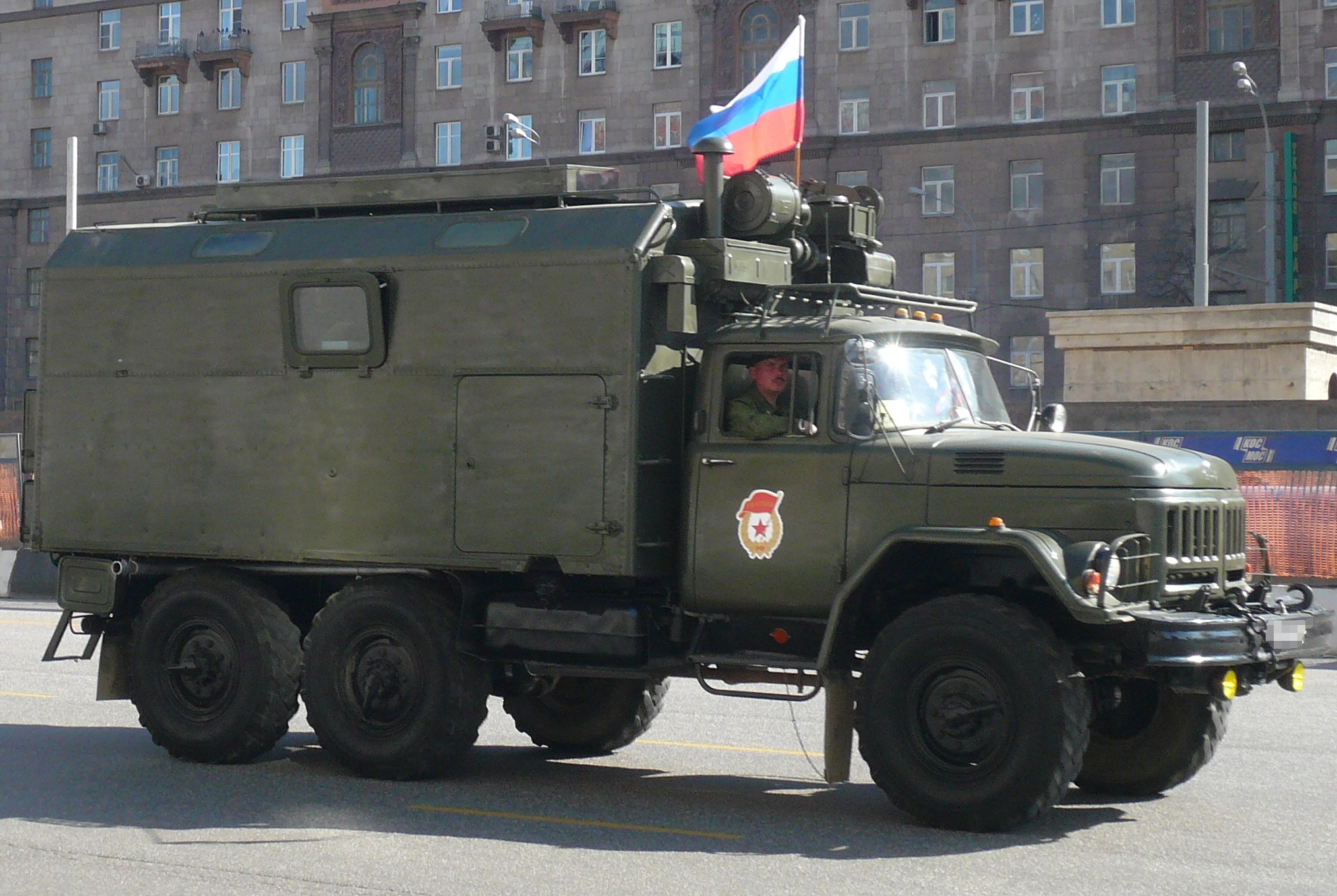
ZIL-131 Command post
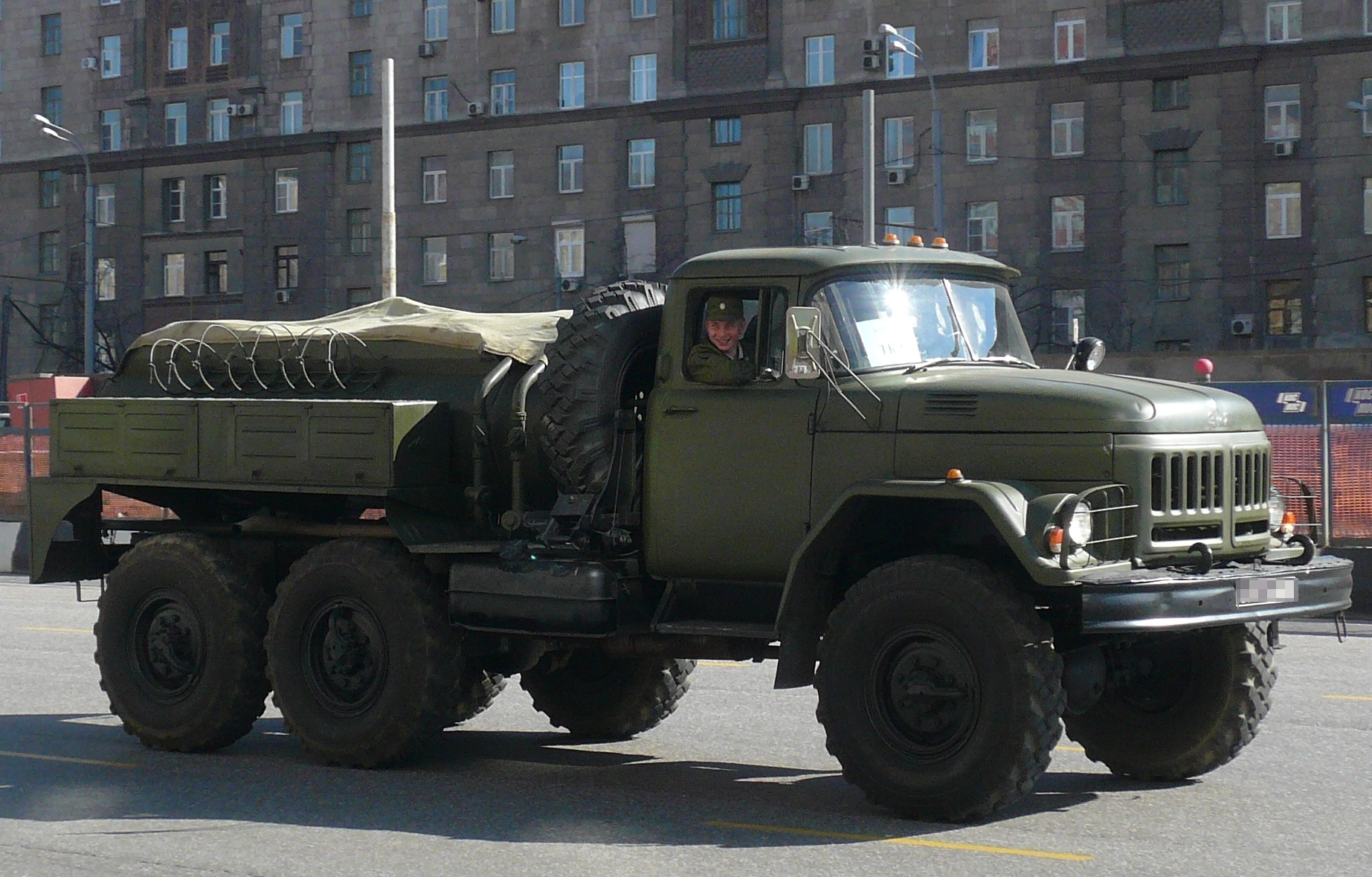
Zil-131 tanker